# Francisca Estévez
Francisca Estévez Navas (Bogotá; 17 de noviembre de 2002) es una actriz de televisión colombiana. Conocida por su papel en la serie La primera vez y La nieta elegida.

## Biografía
Nació el 17 de noviembre de 2002 en Bogotá D.C. En su infancia se trasladó a Los Ángeles, Estados Unidos junto a su madre Bibiana Navas en busca de un nuevo futuro. Con tan solo dos años su madre, también actriz, la llevaba a las grabaciones donde le permitía hacer pequeñas apariciones en sus proyectos. Gracias a estas experiencias adquirió el gusto por las cámaras y la actuación.

### Formación
Se formó como actriz en la Beverly Hills playhouse California, en North Hollywood California y en The Stella Adler Academy Of Acting. En Estados Unidos, residió en Miami, Nueva York y Los Ángeles intentando iniciar su carrera.

### Carrera
Con tan solo dos años tuvo su primera aparición en la telenovela Las noches de Luciana del canal RCN donde su papel se reducía en acompañar al elenco en ciertos momentos, esto junto a su madre que tenía un papel de mayor relevancia.
En 2020 participó en la película Diavlo donde interpretó a una joven llamada María y en ese mismo año participó  del Oscar Promising Young Woman  interpretando a una adolescente llamada Amber.
Un año después interpretó su primer protagónico en la telenovela La nieta elegida de RCN que fue emitida hasta el año 2022. En esta encarnó a Luisa Mayorga, una joven nacida en un barrio bajo cuya vida sufre diferentes cambios a lo largo de la historia. 
En 2023 fue partícipe de una serie colombiana original de Netflix, llamada La primera vez, donde interpreta a Eva Samper, una joven reformista que llega a un colegio masculino a cambiar la vida de sus estudiantes y profesores en una Colombia setentera.
En el mismo año participó en el reality show Masterchef Celebrity 2023 también producido por el canal RCN. 
En noviembre de 2023 interpretó a Andrea una joven de clase alta que pertenece a una pandilla bogotana de los años 80 en la serie original de Amazon Prime Video Los Billis. 

## Vida personal
Es hija de la actriz colombiana Bibiana Navas y media hermana de Sebastián García Navas, también hijo de la actriz. 

## Filmografía

### Televisión
| Año           | Título                | Personaje                 | Canal              |
| ------------- | --------------------- | ------------------------- | ------------------ |
| 2004-2005     | Las noches de Luciana | Francisca                 | Canal RCN          |
| 2021-2022     | La nieta elegida      | Luisa Mayorga             | Canal RCN          |
| 2023-presente | La primera vez        | Eva Samper Burgos         | Netflix            |
| 2023          | Máster Chef Celebrity | Ella misma (participante) | Canal RCN          |
| 2023          | Los Billis            | Andrea Vega               | Amazon Prime Video |

### Cine
| Año  | Título                | Personaje |
| ---- | --------------------- | --------- |
| 2020 | Promising Young Woman | Amber     |
| 2021 | Diavlo                | María     |